# Шилов, Дмитрий Самойлович
Дмитрий Самойлович Шилов (3(15).2.1893, Зубарево, ныне Шилкинский район Забайкальского края, — 20.11.1952, Москва) — военачальник Гражданской войны, государственный деятель Дальневосточной республики.

## Биография
Из крестьян. Окончил высшее городское училище, затем — Нерчинское реальное училище, зарабатывая на жизнь частными уроками.
В 1912—1913 годах отбывал воинскую повинность в качестве вольноопределяющегося, затем поступил в Московский университет Шанявского.
В 1914 году мобилизован в армию. Окончил Иркутское военное училище (1915). На фронтах Первой мировой войны — прапорщик, затем подпоручик.
Член РСДРП (б) с марта 1917 г., председатель полкового, бригадного комитетов и член фронтового Совета Кавказского фронта.
С марта 1918 г. начальник штаба Красной Гвардии Забайкалья и военком Забайкальской области, с июля — член Сибирского верховного командования (Центросибири), один из организаторов партизанского движения.
С января 1920 года командовал фронтами: Восточно-Забайкальским, в апреле — августе 1920 г. — Амурским.
С февраля 1921 г. — председатель Учредительного собрания ДВР, в сентябре 1921 — ноябре 1922 — зам. председателя Совета министров ДВР.
В 1923—1938 на советской и хозяйственной работе в Наркомате РКИ. С 1938 пенсионер. Похоронен на Ваганьковском кладбище (20 уч.).

Награждён орденом Красного Знамени. Его именем названы улицы в Нерчинске и Чите.
Брат - Степан Самойлович Шилов, (25.3.1885, с. Зубарево Нерчинского у. Заб. обл. – 10.9.1954, Москва). Известный на Дальнем Востоке революционер-большевик, руководитель партизанского движения на Амуре, в 1919-1920 гг. председатель Амурского облсовета, председатель Реввоенсовета Амурского фронта, "Таежного исполкома", талантливый журналист, поэт и писатель.
Награжден орденом Красного Знамени.
Один из соавторов текста Гимна СССР 1942-1943 гг..
Брат (старший) – Федот Самойлович Шилов (188_… - 1937). Основатель революционного движения в г.Нерчинск (1917, глава тайного Нерчинского подпольного большевистского совета, организовал принятие казаками 2-го Нерчинского полка резолюции о поддержке Советской власти и избрании депутатов в объединенный Совет рабочих и казачьих депутатов). 8 февраля 1918 года был избран председателем Нерчинского Совета (градоначальник). Один из руководителей партизанского движения, участник Гражданской войны.